# Туркменський район
Туркменський район (рос. Туркменский район) — адміністративна одиниця Ставропольського краю Російської Федерації. Адміністративний центр — село Лєтняя Ставка.

## Історія
Район створено на території проживання ставропольських туркменів, переселених калмицькими ханами з Середньої Азії до Передкавказзя.
У 1825 році утворене Туркменське приставство, у 1917 році — Туркменський повіт. У 1917 році трухмени увійшли до складу Союзу об’єднаних горців, який у 1918 році проголосив Горську республіку. Представляв їх у Союзі Ніязікеєв Ереджей Алі.
У 1925 році був створений Туркменський національний район Ставропілля. Статус національного був знятий у 1930-х роках, у 1956 році район було розформовано, у 1970 — відновлено. У період коренізації почали діяти національні школи, у 1930-х районна газета виходила туркменською мовою. Викладання туркменської мови в школах остаточно припинилося у 1965 році.

## Адміністративний поділ
До складу району входять 11 сільських поселень:
1. Владіміровська сільрада — селище Владіміровка
2. Село Казгулак
3. Село Камбулат
4. Кендже-Кулацька сільрада — село Кендже-Кулак
5. Красноманицька сільрада — селище Красний Манич
6. Куліково-Копанська сільрада — аул Кулікові Копані
7. Кучерлинська сільрада — село Кучерла
8. Лєтнеставочна сільрада — село Лєтняя Ставка
9. Село Малі Ягури
10. Новокучерлінська сільрада — селище Ясний
11. Овощинська сільрада — село Овощі